# Jörg Arenz
Jörg Arenz (* 22. Juli 1967 in Köln) ist ein ehemaliger deutscher Radsportler, der vorrangig bei Querfeldeinrennen aktiv war.

## Sportlicher Werdegang
Ab 1988 gehörte Jörg Arenz zur deutschen Querfeldein-Nationalmannschaft. Siebenmal startete er in dieser Disziplin bei den UCI-Weltmeisterschaften. Nach anfänglichen Aktivitäten im Straßenrennsport entschied sich der für das Team Focus fahrende Sportler Ende der 1980er Jahre für den Geländesport. Ab 1991 wechselte er dabei vom Cross im Herbst und Winter zu Mountainbike-Rennen in den Frühjahrs- und Sommermonaten. Auch in dieser Disziplin gehörte er zur Nationalmannschaft.
1998 und 1999 wurde Arenz deutscher Meister im Querfeldeinrennen.

## Berufliches und Familie
Im Jahr 2000 beendete Jörg Arenz seine aktive Radsportlaufbahn. Seitdem ist er in verschiedenen Funktionen für Derby Cycle Holding tätig. Er betreut zudem Nachwuchsradsportler, engagiert sich in der Organisation von Radsportwettbewerben und im Radsportverband NRW.
Sein Sohn Leon ist inzwischen ebenfalls als Radsportler aktiv (Stand 2024).

## Erfolge
1998
- Deutscher Meister – Cyclocross

1999
- Deutscher Meister – Cyclocross